# Алтын, Фатма Дамла
Фатма Дамла Алтын (род. 18 января 2002 года) — турецкая паралимпийская спортсменка. Она выступает в классе T20 среди спортсменов с интеллектуальными нарушениями в соревнованиях по прыжок в длину, пятиборью и семиборью. Алтын является обладательницей множества титулов чемпионки мира и Европы в различных дисциплинах параатлетики.

## Спортивная карьера
Алтын начала заниматься атлетикой благодаря encouragement её учителя физкультуры в школе. В 2018 году её семья переехала в Самсун, и она начала тренироваться под руководством Айтунч Гёза. После успеха на чемпионате Турции по атлетике для спортсменов с интеллектуальными нарушениями в 2019 году, она была принята в национальную команду.
Она выступает в классе T20 для спортсменов с интеллектуальными нарушениями в соревнованиях по прыжок в длину, пятиборью и семиборью. Она является членом клуба «Самсун ӨЙ ГСК», где её тренирует Айтунч Гёз.

### 2024
Алтын получила квоту на участие в Летних Паралимпийских играх 2024 года в Париже, Франция. Она завоевала бронзовую медаль в прыжках в длину среди спортсменов с интеллектуальными нарушениями (T20) с лучшим результатом в карьере — 5,73 м.